# Nowolasarewskaja-Station
Koordinaten: 70° 46′ 36,3″ S, 11° 49′ 17,6″ O

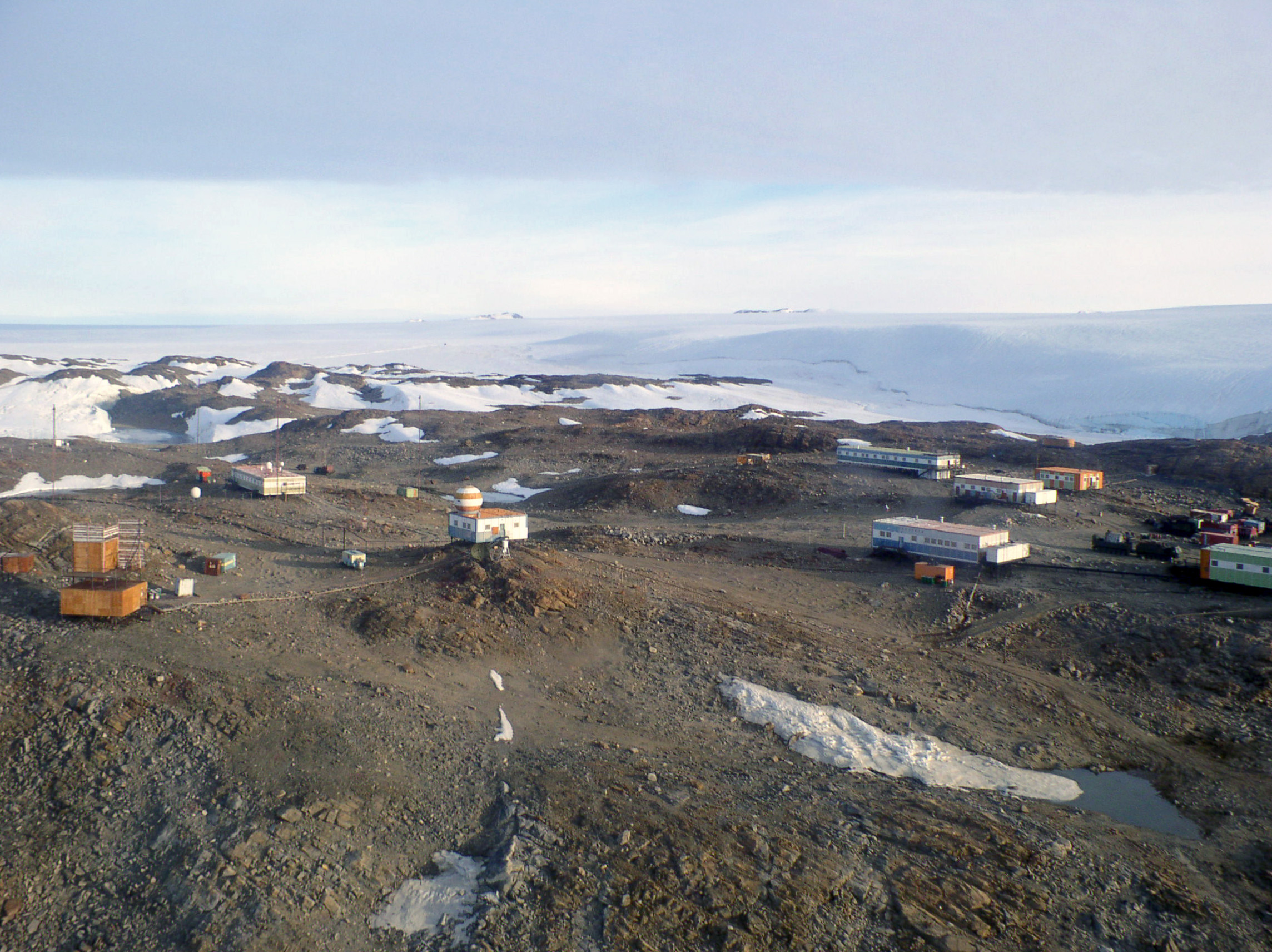
Die Nowolasarewskaja-Station in der Schirmacher-Oase (2006)

Die Nowolasarewskaja-Station (russisch Станция Новолазаревская; auch einfach Nowolasarewskaja; englische Transkription Novolazarevskaya; umgangssprachliche Abkürzung Novo) ist eine russische (ehemals sowjetische) polare Forschungsstation in der Antarktis. Sie wurde am 18. Januar 1961 im Rahmen der 6. Sowjetischen Antarktisexpedition eröffnet.

## Lage
Die Station befindet sich im östlichen Teil der Schirmacher-Oase im Königin-Maud-Land. Im Norden der Station erstreckt sich das Lasarew- (Nowolasarewskaja-, Nivl-) Schelfeis etwa 80 km bis zur Riiser-Larsen-See (die Lasarew-See liegt weiter westlich). Das Inlandeis südlich der Schirmacher-Oase erreicht bereits in einer Entfernung von 50 km Höhen von 1500 m. Die nächste Station ist die indische Forschungsstation Maitri in 5 km Entfernung.

## Geschichte
Am 10. März 1959 errichtete die Sowjetunion auf dem Lasarew-Schelfeis etwa 100 Kilometer nordöstlich der heutigen Station bei 69° 58′ 0″ S, 12° 55′ 0″ O die Forschungsstation Lasarew.  Sie wurde nach dem russischen Admiral Michail Lasarew benannt. Die Station wurde 1961 in die Oase umgesetzt und erhielt den Namen Nowolasarewskaja (d. h. Neu-Lasarewskaja).
1961 gelang dem Stationsarzt Leonid Rogosow in der Station eine Blinddarmoperation an sich selbst.
Die Station war im Dezember 2010 Ausgangspunkt der Fernsehproduktion Wettlauf zum Südpol.

## Besatzung
Die maximale Besatzung der Station beträgt im Sommer bis zu 70 Personen. Im Winter sind durchschnittlich 30 Wissenschaftler und Techniker in der Nowolasarewskaja-Station tätig.

## Forschung
1964/65 nahm die Besatzung der Station an wissenschaftlichen Vorhaben anlässlich des Internationalen Jahres der ruhigen Sonne teil. Auf Nowolasarewskaja wurden Messreihen über das Polarlicht, die Ionosphäre, das Erdmagnetfeld und über meteorologische Verhältnisse  zur Untersuchung des Einflusses der Sonnenaktivität auf die Erde während eines Sonnenflecken-Minimums durchgeführt.
Gegenwärtig umfassen die naturwissenschaftlichen Forschungen auf der Station die Fachgebiete Geodäsie, Glaziologie, Limnologie, Geomagnetik, Geologie, Biologie, Seismologie, Meteorologie sowie weitere Spezialgebiete. Am Ort befindet sich eine Monitoring-Station des SDCM-Systems.

## Flugplatz

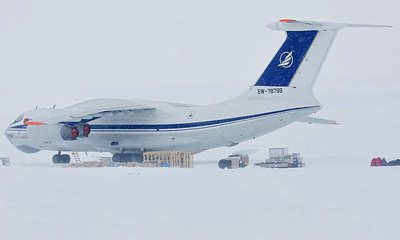
Eine Iljuschin 76TD auf dem Flugplatz Nowolasarewskaja (2012)

Der Flugplatz Nowolasarewskaja (, kurz: Flugplatz Novo, englisch Novo Runway) liegt 8,7 Kilometer südlich der Nowolasarewskaja-Station auf einer Höhe von 550 m (1.804 ft) über dem Meeresspiegel. Der Flugplatz hat eine Start- und Landebahn aus stabilem Blaueis mit einer Ausrichtung von 10/28 und ist 3.299 m lang und 71 m breit. 
Seit 2002 führt die Organisation DROMLAN (Dronning Maud Land Air Network) wissenschaftliche und kommerzielle Flüge mit einer Iljuschin 76TD von Kapstadt zum Flugplatz Nowolasarewskaja durch. Betreiber der Flugverbindung ist die antarktische Fluggesellschaft Antarctic Logistic Centre International (ALCI). Nowolasarewskaja ist einer der Zugangs- und Abgangspunkte für die Antarktislogistik. Von hier aus werden unter anderem sowohl die deutschen Stationen Neumayer und Kohnen als auch Halley, SANAE-IV, Troll und die japanische Shōwa-Station angeflogen. Vom 128 km südöstlichen liegenden Flugplatz Wolf’s Fang werden Touristen zum Flugplatz Nowolasarewskaja geflogen und dann mit 4x4-Fahrzeugen zum Whichaway Camp der White Desert Ltd gebracht.